# Factótum (película)
Factótum (Factotum) es una película noruegoestadounidense dramática del 2005 dirigida por Bent Hamer y basada en la novela homónima, del escritor Charles Bukowski. Cuenta con actuación de Matt Dillon, Lili Taylor y Marisa Tomei.
Es una de las películas que se basan en textos del escritor estadounidense, junto con Ordinaria locura (1981), dirigida por Marco Ferreri, y las producciones de 1987 Crazy Love de Dominique Deruddere y Barfly, de Barbet Schroeder (también conocida como El Borracho).

## Argumento
Hank Chinaski es un escritor que no logra vivir de lo que escribe ni de lo que trabaja. Su principal afición es la bebida, apostar en las carreras de caballos y compartir su amor con Jan y Laura, igualmente bebedoras. Para costearse sus vicios, acepta diversos trabajos temporales en los que nunca dura demasiado.